# Juvenal Moya Cadena
Juvenal Moya Cadena (Puente Nacional, 1921-Bogotá, 1958) fue un arquitecto colombiano. Se destacó por su iglesias con bóvedas parabólicas de estilo moderno en Bogotá. Entre sus obras más destacadas se encuentra la Iglesia de los Apóstoles.

## Carrera
Moya nació en el municipio de Puente Nacional, en el departamento de Santander. Estudió Arquitectura en la Universidad Nacional y se graduó en 1947. Allí fue alumno de Gabriel Serrano Camargo, Karl Brunner, Bruno Violi y Leopoldo Rother, que lo influyó particularmente.
A mediados de los años 1940 se vinculó a la Dirección de Edificios Nacionales del Ministerio de Obras Públicas. Allí diseñó centros educativos como la Concentración Escolar de Fusagasugá, la Colonia de Vacaciones en Carolina (1946) y la Escuela Normal Regular de Cali (1946). En 1947 realizó junto con el ingeniero Guillermo González Zuleta un proyecto para la sede de la Universidad Industrial del Valle. A finales de la década de1940 tomó cursos de posgrado en la Universidad de Siracusa y en la Cranbrook Educational Community.

### Años 1950
A principios de esa década participó en el diseño de la plaza de mercado, el Monumento a la Bandera y el Hotel Raada, en Ibagué. También hizo un diseño de un estadio para la misma ciudad, que no se construyó.
En los años 1950 Moya Cadena desarrolló la mayor parte sus características iglesias de cúpula parabólicas influenciadas por la Iglesia de San Francisco de Asís y otras obras de Oscar Niemeyer. A partir de láminas de hormigón o de cerámica armada, entre 1951 y 1957 diseñó el Templo de La Candelaria, en Cúcuta; el Templo de Fátima, o María Reina, en Bogotá; la iglesia de los Santos Apóstoles (del Gimnasio Moderno); la ampliación de la iglesia de Labateca; el templo de Los Dolores, en Pereira; la iglesia del Colegio San Simón, la iglesia Nuestra Señora de la Luz en el Liceo Femenino Mercedes Nariño, en Bogotá.
Entre 1960 y 1962 se construyó de manera póstuma la iglesia de la Universidad de la Salle.

## Obra
La obra de Moya Cadena se divide en dos periodos. El primero va desde sus años como estudiante en la Universidad Nacional a mediados de los años 1940 hasta el final de la misma década. Esta se caracteriza por toda una serie de obras civiles, muchas de las cuales las realizó vinculado a la Dirección de Edificios Nacionales. El segundo periodo va desde su regreso de Estados Unidos a principios de los años 1950 y termina con la construcción póstuma en 1962 de la iglesia de la Universidad de la Salle. Este periodo es el más fecundo de su obra y se caracteriza por el diseño de varias iglesias de estilo moderno ricamente adornadas con vitrales, esculturas y otros elementos arquitectónicos en Bogotá y otras ciudades de Colombia.
- Concentración Escolar (1945), Fusagasugá
- Colonia de Vacaciones (1946), Carolina
- Escuela Normal Regular (1946), Cali
- Templo de La Candelaria, (1951), Cúcuta
- Iglesia de Nuestra Señora de Fátima (1954), Bogotá
- Iglesia del Colegio San Simón (1955), en Ibagué
- Iglesia de NuestraSeñora de Las Angustias (1954) Labateca
- Iglesia de los Apóstoles (1956), Bogotá
- Iglesia de NuestraSeñora de la Luz (1957), Bogotá
- Iglesia de NuestraSeñora de la Estrella (1962), Bogotá

## Galería

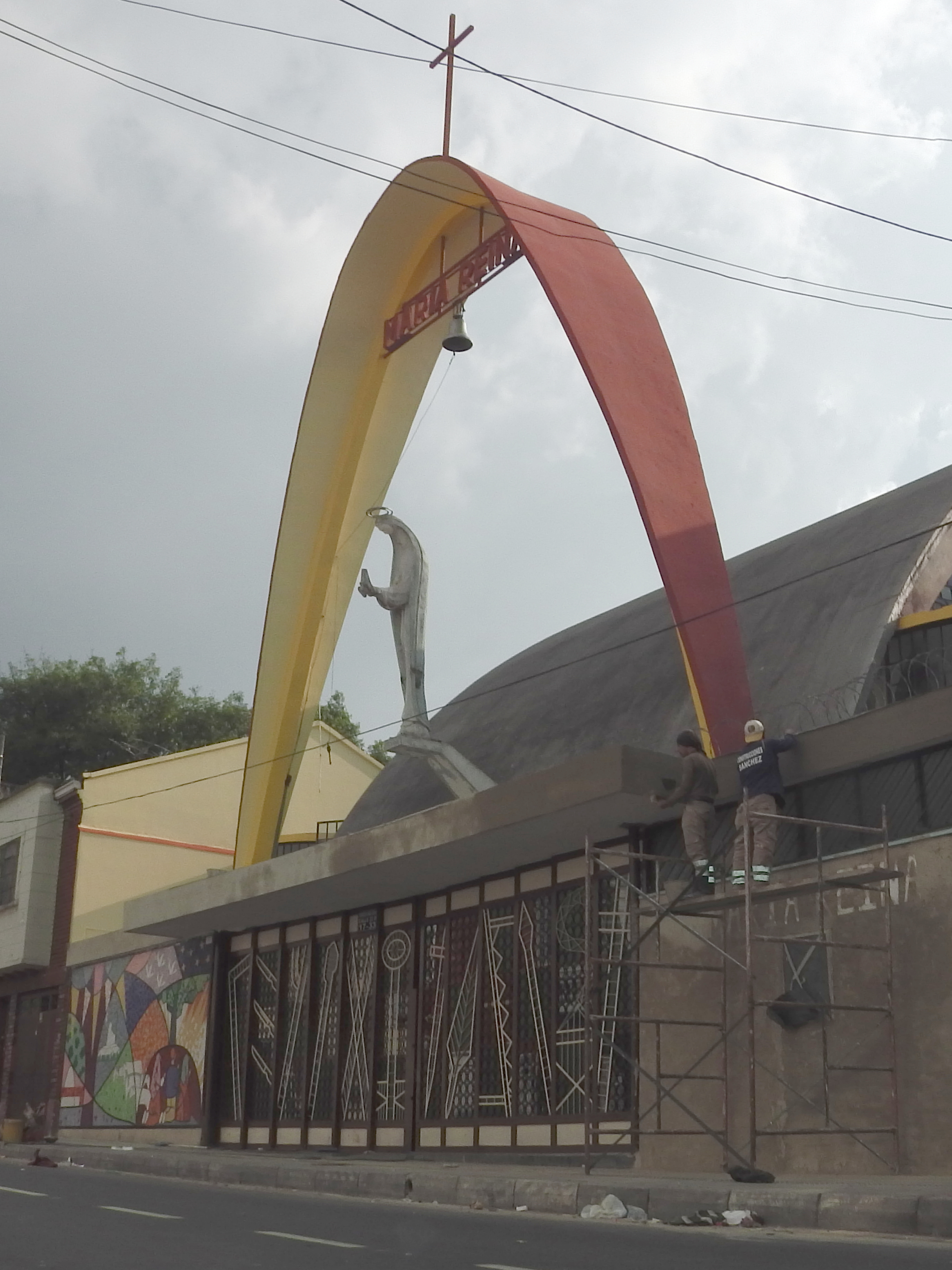
Iglesia de Nuestra Señora de Fátima
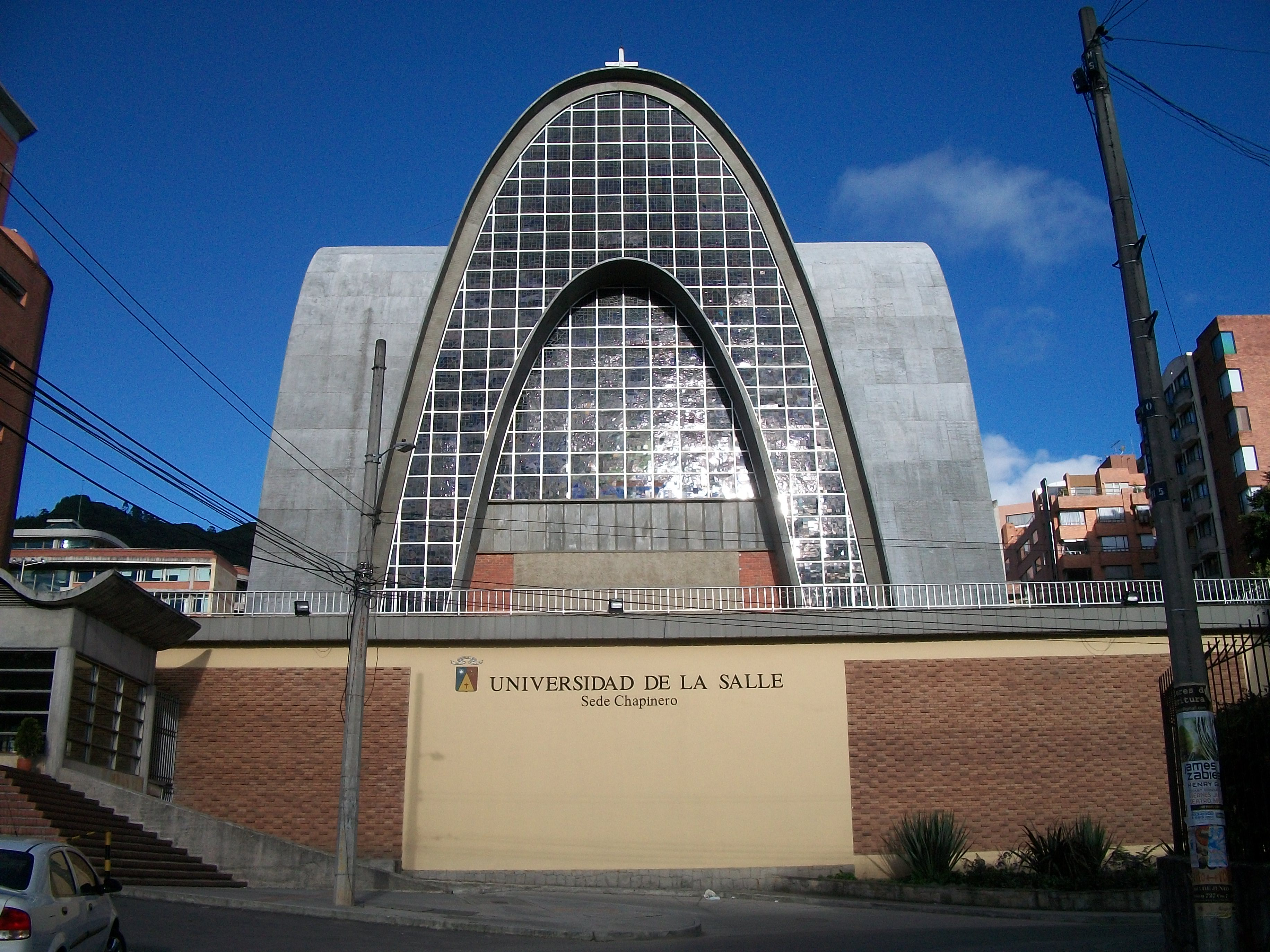
Capilla Nuestra Señora de la Estrella con amplios vitrales en la Universidad de la Salle
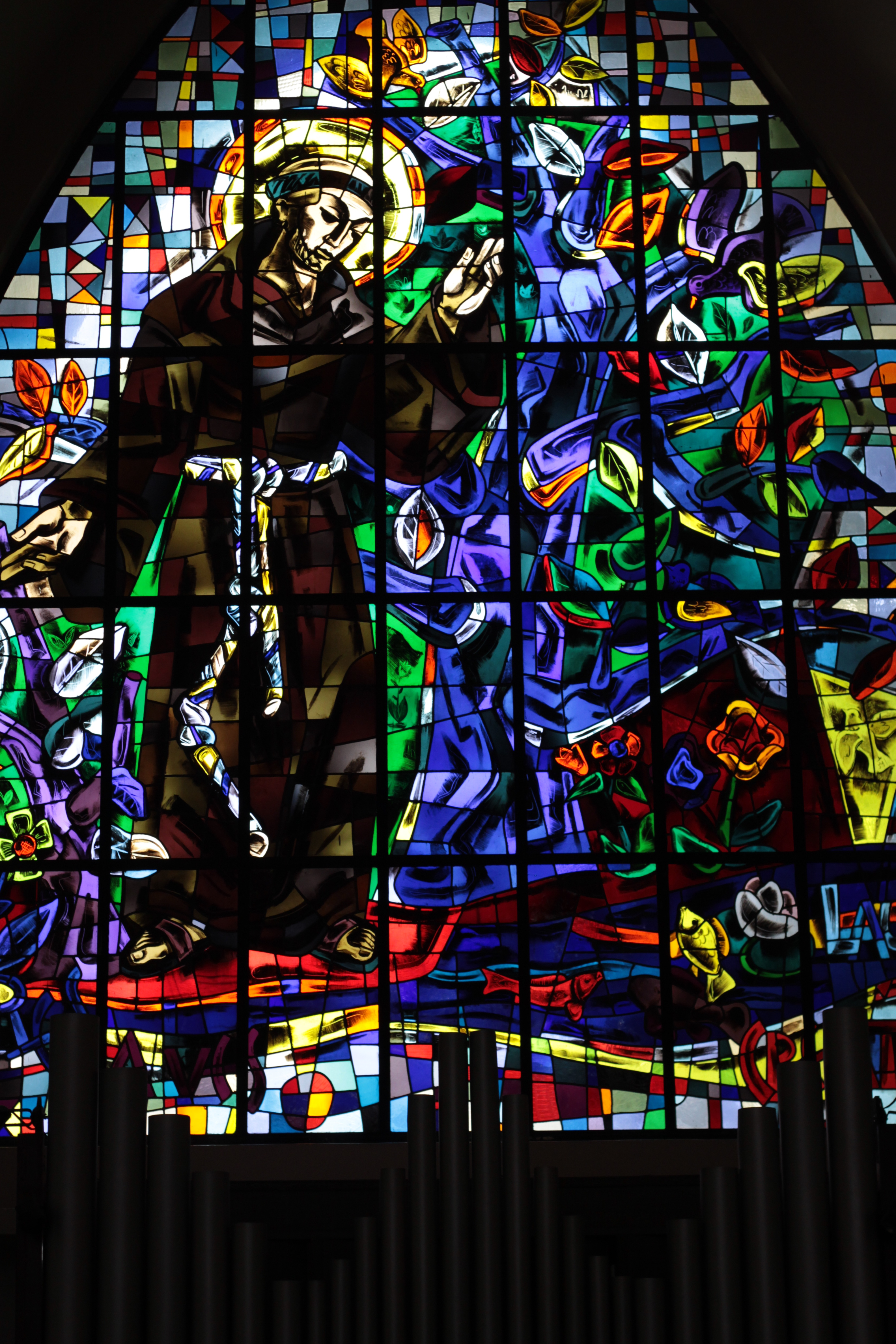
Vitral en la Capilla de los Apóstoles